# Louis Orr
Louis McLaughlin Orr (Cincinnati, 7 maggio 1958 – 15 dicembre 2022) è stato un cestista e allenatore di pallacanestro statunitense, professionista nella NBA e in Italia.

## Carriera
Venne selezionato dagli Indiana Pacers al secondo giro del Draft NBA 1980 (29ª scelta assoluta).